# Szansa (singel)
Szansa – singel polskiej grupy muzycznej Virgin, wydany w 2006 nakładem wydawnictwa muzycznego Universal Music Polska. Singel został wydany w celach promujących reedycję trzeciego albumu studyjnego zespołu Ficca.
Tekst do utworu napisała Doda, zaś muzykę skomponował Tomasz Lubert. 
Do utworu został nakręcony teledysk w reżyserii Anny Maliszewskiej, opowiadający o życiu kobiety po wypadku. Wideoklip zdobył pierwsze miejsce w konkursie organizowanym przez telewizję MTV na najlepszy polski teledysk w 2006.
Utwór zwyciężył w konkursie Premiery podczas XLIII Krajowego Festiwalu Piosenki Polskiej w Opolu. Singel wykonywany był także podczas konkursu Sopot Festival w 2006, gdzie zaprezentowano go w części występów gości specjalnych. Wykonanie utworu znalazło się również na koncertowym wydawnictwie Dody Fly High Tour – Doda Live (2013).
W 2010 nagrodzono go na gali VIVA Comet Awards, przyznając mu tytuł przeboju 10-lecia. Zajął on również pierwsze miejsce w plebiscycie "100 klipów, które wstrząsnęło VIVĄ".

## Lista utworów
1. „Szansa” – 3:41[11][12]